# Accademia Musicale Chigiana

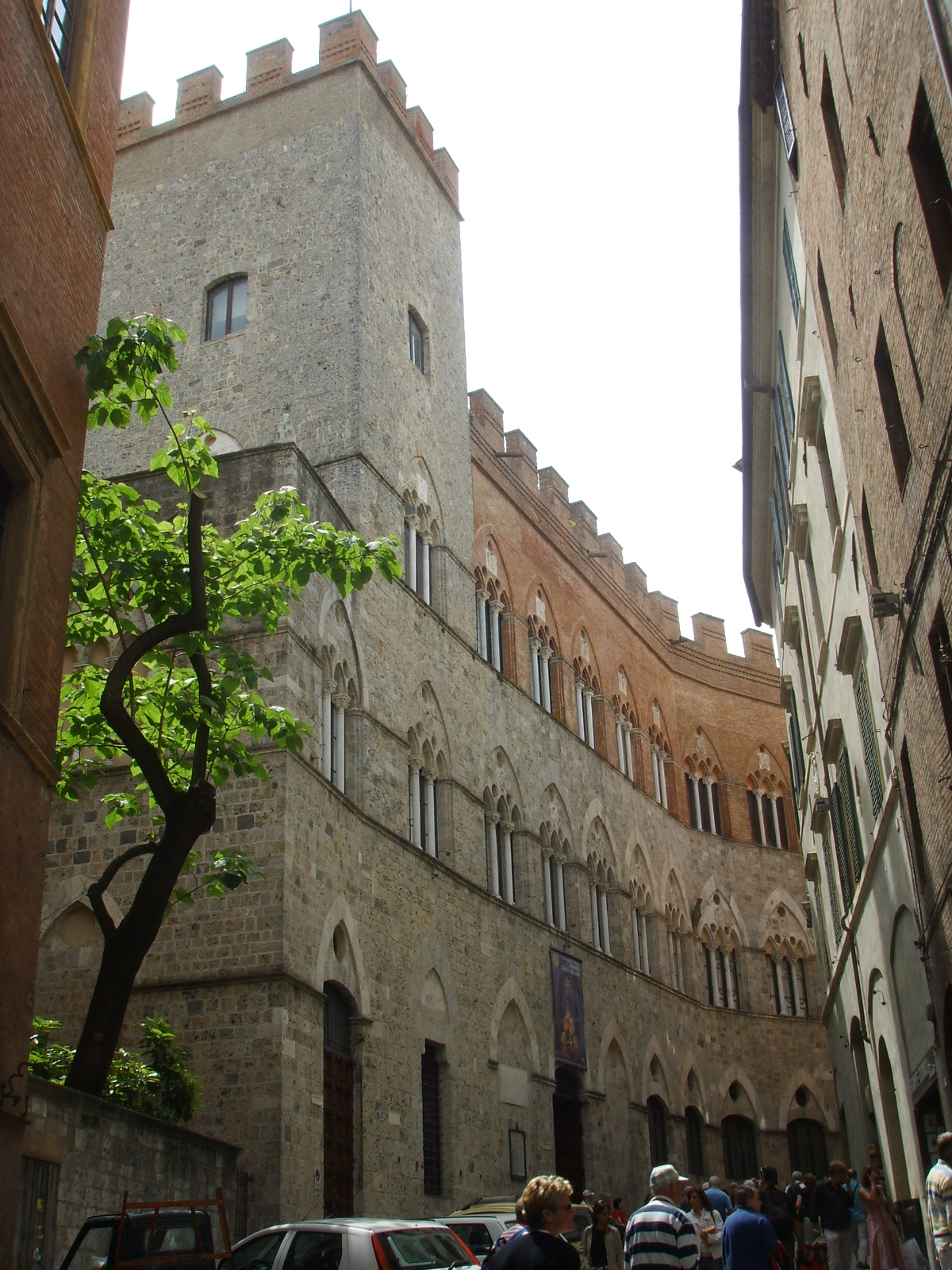
Siena, Palazzo Chigi Saracini, sede de la Accademia

La Accademia Musicale Chigiana (también conocida como Accademia Chigiana o, simplemente La Chigiana) es una institución fundada en 1932 en Siena, Italia, gracias al mecenazgo del conde Guido Chigi Saracini. Su propósito es impartir cursos de perfeccionamiento para músicos y cantantes. Por la alta calidad de sus profesores se ha convertido en una de las instituciones más prestigiosas del mundo.

## Historia
Antes de la fundación oficial de la Academia se organizaban en Siena varios eventos que, posteriormente, pasó a depender de la Academia. Entre otros, se pueden citar los conciertos de la temporada invernal (inaugurados en 1923) o el Festival della Società Internazionale di Musica Contemporanea durante en cual, en la edición de 1928, se escucharon estrenos mundiales de obras de Serguéi Prokófiev, William Walton, Alfredo Casella, Maurice Ravel, Anton Webern, Paul Hindemith y Manuel de Falla.
Pocos años después de su fundación, la Academia consiguió tener alumnos procedentes de 50 naciones distintas, pese al número limitado de plazas en sus escuelas de perfeccionamiento.
En 1939 se creó la Settimana Musicale Senese («Semana Musical Sienesa»), dirigida por Alfredo Casella, cuyo propósito era redescubrir compositores italianos olvidados o poco conocidos, como era el caso entonces de Vivaldi, Pergolesi, Galuppi, Caldara o Salieri. Esta revalorización también incluyó a Rossini, Donizetti y Cherubini.

## Galería de Arte, Biblioteca y Colección de instrumentos
La Academia posee también una galería de arte, la Collezione Chigi Saracini, que incluye obras de Sassetta, Sano di Pietro, Botticelli, Sodoma, Beccafumi, Vanni y Maccari. La Biblioteca posee cerca de 70000 volúmenes con bibliografía musical y literaria y la Colección de instrumentos musicales guarda, entre otros instrumentos de gran valor, un violonchelo stradivarius.

## Otras actividades
Durante el verano se organizan conciertos en el llamado Estate Musicale Chigiana («Verano Musical Chigiano»).

## Premios

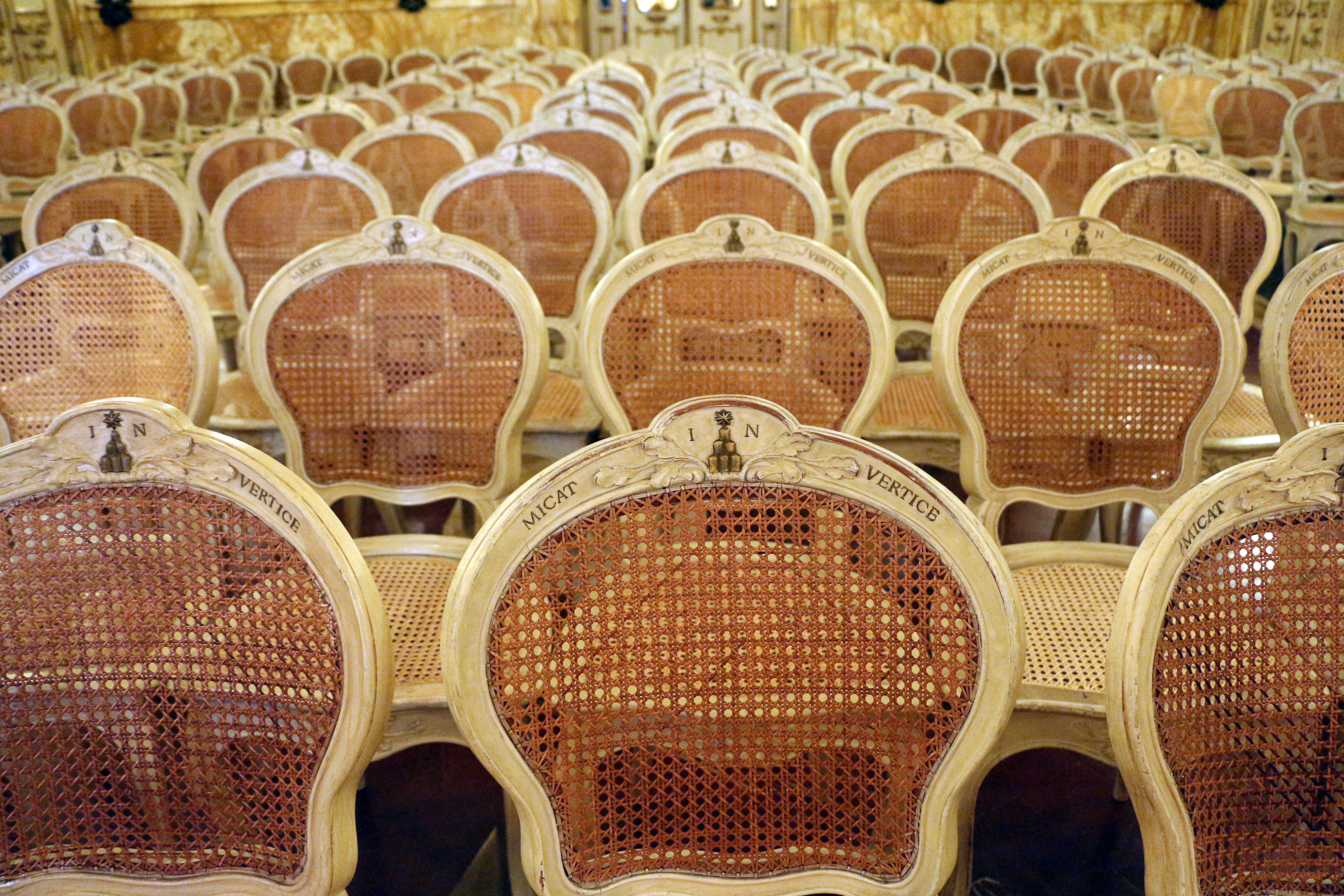
Palazzo Chigi Saracini

En 1982 se fundó el Premio Internazionale Accademia Musicale Chigiana, destinado a jóvenes pianistas y violinistas. Entre los galardonados con este premio figuran los violinistas Gidon Kremer (1982), Shlomo Mintz (1984), Anne-Sophie Mutter (1986), Viktoria Mullova (1988), Frank Peter Zimmermann (1990), Gil Shaham (1992), Maxim Vengerov (1995), Julian Rachlin (2000), Hilary Hahn (2002) y Sarah Chang (2005); los pianistas Peter Serkin (1983), Krystian Zimerman (1985), András Schiff (1987), Andrej Gavrilov (1989), Evgeny Kissin (1991), Andrea Lucchesini (1994), Lilya Zilberstein (1998), Leif Ove Andsnes (2001), Arcadi Volodos (2003) y Paul Lewis (2006); los directores de orquesta Esa-Pekka Salonen (1993), el Cuarteto Hagen (1996) y el Cuarteto Artemis (2004); el viola Tabea Zimmermann (1997) y el violonchelista Matt Haimovitz (1999). 
En 1983 se creó el concurso Alfredo Casella, dedicado a grupos musicales de vanguardia.